# گاموت

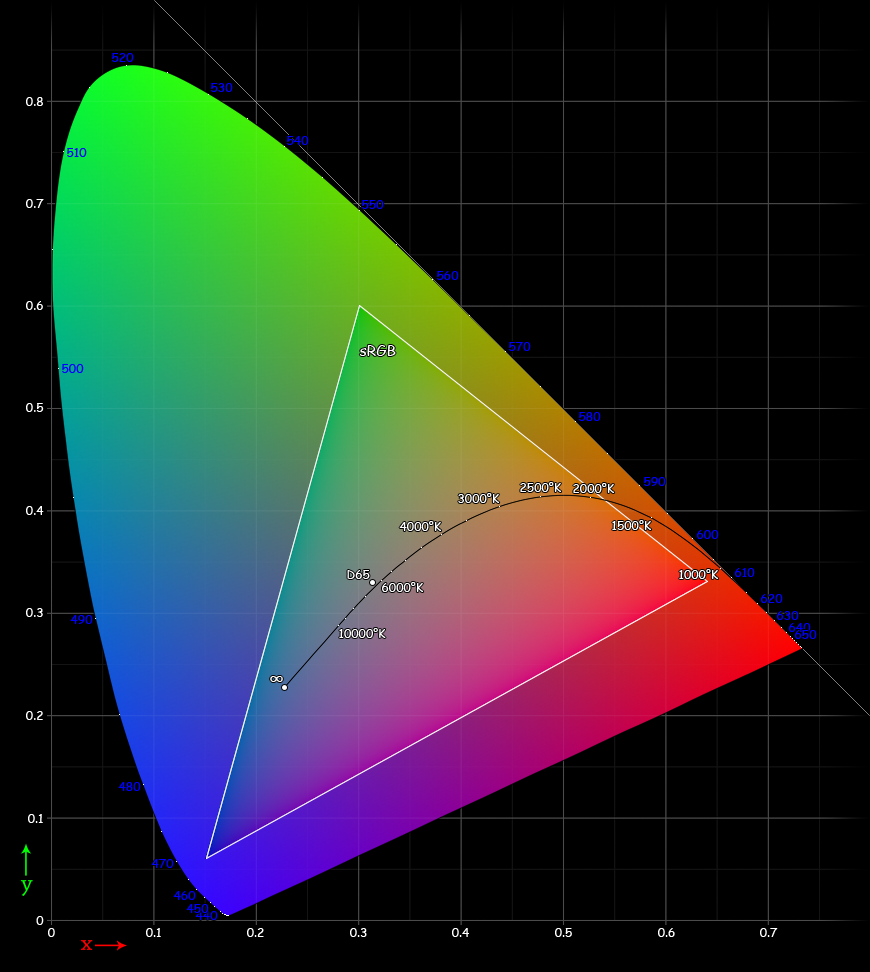
چارت CIE و پهنهٔ فضای رنگی sRGB

گاموت (به انگلیسی: Gamut) که محدودهٔ رنگی یا پهنهٔ رنگی نیز خوانده می‌شود، در مقولهٔ تولید رنگ‌ها، چه در گرافیک کامپیوتری و چه در عکاسی، گاموت زیرمجموعهٔ مشخصی از رنگ‌هاست که می‌توانند به‌صورت دقیق در یک محیط با معیارهای مشخص، به نمایش درآیند (چه در یک فضای رنگی و چه در یک ابزار خروجی، مثل نمایشگر، چاپگر و...) خود واژهٔ گمِت، از دنیای موسیقی گرفته شده است.
طبیعی است که تغییر فضای رنگی یک عکس دیجیتالیزه شده، باعث تغییر گاموت رنگی آن عکس خواهد شد. در تئوری رنگ‌ها، گاموت، محدوده‌ای از رنگ‌های یک فضای رنگی است که می‌تواند تولید شود یا به نمایش درآید. در ترسیم تصویری گاموت، برخی فضاهای رنگی بر برخی دیگر محیط یا محاط می‌شوند. محیط شدن بمعنی وسعت رنگی بیشتر است.